# フロンスカー・ドゥーブラヴァ - バンスカー・シチャヴニツァ線
フロンスカー・ドゥーブラヴァ - バンスカー・シチャヴニツァ線（スロバキア語: Železničná trať Hronská Dúbrava – Banská Štiavnica）は、スロバキア国鉄の鉄道線の名称である。路線番号は154。
1949年に開業した。

## 運行形態

### 定期列車
- ドゥーブラヴァ - シチャウニツァ - ズヴォレン　【土曜・休日運行】
休日限定で、2時間に1本の運行。夏季は毎日運行となる。全列車が150号線のズヴォレンまで直通する。
過去の運行形態
2021年以前は、一日あたり平日4往復、休日3往復の運行であった。ズヴォレン発着は一日1.5往復のみで、他の列車はシチャウニツァ発着であったが、ドゥーブラヴァで150号線ズヴォレン方面と接続する便も多かった。夏季は運休し、後述の臨時快速を運行していた。
2022年度は、休日の本数が一日4往復に増発された。ズヴォレンへの直通は北行1本のみに縮小した。
2023年度に、平日の運行を取りやめる一方、休日は2時間に1本の運行となり、全列車がズヴォレン直通となった。また、夏季は毎日運行となった。

### 臨時列車
- 快速「レギオナルエクスプレス(REX)」：　ズヴォレン - ドゥーブラヴァ - シチャウニツァ　【夏季の土曜・休日運行】
季節限定で、2時間に1本の運行。ドゥーブラヴァ以北は150号線に直通する。一日4往復に限り各駅停車で、他の便はノンストップ。2022年運行。
2020年度にも「ズリーフレニー・ヴラク(Zr)」の種別で運行していて、当時は一日5往復、全列車ドゥーブラヴァ - シチャウニツァ間ノンストップであった。

## 駅一覧
以下では、スロバキア国鉄154号線の駅と営業キロ、停車列車、接続路線などを一覧表で示す。なお、全て各駅停車である。
| 路線名 | 駅名                               | 駅間営業キロ | 累計営業キロ | 接続路線         | 所在地                     | 所在地                       |
| ------ | ---------------------------------- | ------------ | ------------ | ---------------- | -------------------------- | ---------------------------- |
| 154    | フロンスカー・ドゥーブラヴァ駅     | -            | 0.0          | 150号線、171号線 | バンスカー・ビストリツァ県 | ジャル・ナド・フロノム郡     |
| 154    | コゼルニーク駅                     | 7.9          | 7.9          |                  | バンスカー・ビストリツァ県 | バンスカー・シチャヴニツァ郡 |
| 154    | バンスカー・ベラー停留所（休止中） |              | (12.7)       |                  | バンスカー・ビストリツァ県 | バンスカー・シチャヴニツァ郡 |
| 154    | バンスカー・ベラー駅               | 7.3          | 15.2         |                  | バンスカー・ビストリツァ県 | バンスカー・シチャヴニツァ郡 |
| 154    | バンスキー・ストゥデネツ駅         | 2.4          | 17.6         |                  | バンスカー・ビストリツァ県 | バンスカー・シチャヴニツァ郡 |
| 154    | バンスカー・シチャヴニツァ駅       | 2.1          | 19.7         |                  | バンスカー・ビストリツァ県 | バンスカー・シチャヴニツァ郡 |